# Quartier Hastings
Le quartier Hastings est l'un des vingt quartiers de Caen. Il se situe au nord ouest de la ville.

## Limites géographiques
Selon la ville de Caen, le quartier est délimité :
- au nord, par le croisement de l'avenue de Creully et du boulevard Richemond,
- à l'ouest, par les boulevards Dunois et Richemond,
- au sud, par la rue de Bayeux, la rue Guillaume le conquérant, la rue Bertauld et par les fossés Saint-Julien,
- à l'est, la rue Desmoueux et l'avenue de Bagatelle.

Le quartier peut être décomposé en trois sous-ensembles :
- la ville ancienne sur les coteaux, au sud de l’église Saint-Nicolas,
- le quartier des villas du XIXe siècle autour de l'ancienne église Saint-Martin, auquel peut-être rattachée la cité-jardin des Rosiers,
- le secteur urbanisé au XXe siècle sur le plateau de la plaine de Caen et qui s'est structuré autour de la rue d'Hastings qui donne son nom au quartier.

## Histoire
La partie la plus ancienne du quartier s'est organisée le long de la rue Saint-Martin, ancienne voie romaine reliant Augustodurum (Bayeux) à Noviomagus Lexoviorum (Lisieux). À la fin du IIIe siècle, les villageois établis sur les bords de l'Odon, à l'emplacement de l'abbaye aux Hommes, quittent ce site marécageux pour s'installer sur le coteau légèrement plus au nord. Un lieu de culte dédié à Martin de Tours y est fondé au VIIe siècle. L'église pré-romane, dont il ne subsiste aucune trace avérée, est entourée d'un cimetière du Haut Moyen Âge d'une importance certaine (cent-cinquante à deux-cents sarcophages). Il est donc possible que l'église Saint-Martin ait été au cœur du village de Catomagos qui donna son nom à la ville de Caen.
Au Xe siècle, la ville de Caen se développe à nouveau sur les bords de l'Odon et, au XIe siècle, la construction d'une première enceinte autour de Bourg-le-Roi isole le quartier Saint-Martin qui se retrouve en position de faubourg, dit Bourg-l'Abbé,. À la même époque, la paroisse Saint-Nicolas est fondée sur le bord du plateau. Cette église, placée sous le patronage de l'abbaye aux Hommes nouvellement fondée, était censée être le point d'ancrage de l’expansion urbaine du Bourg-l'-Abbé. Mais cette démarche est un échec et le secteur ne sera urbanisé qu'au XXe siècle. Traversée par la route menant à la Bretagne et au Bessin, la paroisse Saint-Martin en revanche est active. Elle est surnommée Saint-Martin-de-la-Tannerie du fait de la présence des tanneurs sur les bords de l'Odon.
L'ordonnance du 12 juillet 1791 qui réduit le nombre des paroisses caennaises de treize à sept incorpore les paroisses Saint-Martin et Saint-Nicolas à la paroisse Saint-Étienne. Les deux églises sont désaffectés définitivement en 1793. L’église Saint-Martin, vendue à un particulier, est détruite en 1798, alors que l’église Saint-Nicolas sert de dépendances au Quartier Lorge.
À la fin du XIXe siècle, Caen sort de ses limites historiques. La vieille ville, qui s'est développée dans la vallée humide de l'Orne et de l'Odon, est majoritairement constituée de ruelles étroites et de cours sombres. Un nouveau quartier se développe au nord de la ville. En 1884, on construit la gare Saint-Martin pour abriter le terminus de la ligne de Caen à la mer, ouverte en 1875-1876 et raccordée au réseau national en 1877. Le plateau nord entre les faubourgs Saint-Martin et Saint-Julien permettait d'être à proximité du centre de la ville, tout en bénéficiant d'un air plus pur et de la proximité relative de la mer grâce à la gare Saint-Martin. Le quartier se développe donc assez rapidement. En 1880, on décide d'aménager deux grands cimetières à la périphérie de la ville ; au nord-ouest, on fonde le cimetière Saint-Gabriel. Enfin un grand établissement d'enseignement catholique, le pensionnat Saint-Joseph, est édifié en 1885. À l'exception de la cité-jardin des Rosiers, aménagée un peu plus au nord pour accueillir des membres de la classe populaire, ce sont principalement des villas, comme la Villa Baumier, qui sont construites pour la bourgeoisie de la ville. En 1921, on demande à Georges Pichereau de bâtir la Clinique Saint-Martin afin de fournir des soins adaptés à une population plus aisée.
La partie Ouest du quartier se développe dans la seconde moitié du XXe siècle. La rue d'Hastings, ouverte pendant l'entre-deux-guerres jusqu'à la rue Léonard de Vinci, est prolongée jusqu'au boulevard Dunois. D'autres rues sont également ouvertes : rues Lanfranc, Robert le Magnifique, Docteur Thibout de la Fresnaye, Denise Olive. La ligne de Caen à la mer ferme dans les années 1950 et des immeubles sont construits sur l'ancienne emprise ferroviaire.

## Lieux et monuments
Lycée Charles de Gaulle et Collège Hastings
Ce quartier accueille le tribunal de grande instance et l'hôtel de police.
Il accueille aussi le jardin des plantes, la place Fontette, l'ancienne académie d'équitation de Caen, ainsi que l'ancienne gare saint-Martin.
Les villas du quartier Saint-Martin.

### Monuments historiques
Sont énumérés dans cette liste les monuments historiques du quartier Hastings.
Le secteur compris entre l'angle de la rue de Bayeux et de la rue Bicoquet, la rue Léonard-de-Vinci, la rue d’Hasting, la rue Saint-Nicolas, la rue Barbey-d’Aurevilly, la rue des Rosiers, la rue du XXe siècle et la rue Desmoueux jusqu'à la rue aux Juifs font partie du site du centre ancien Caen qui fait l’objet d’une inscription au titre des monuments historiques depuis le 5 janvier 1978.
| Monument                              | Adresse                                                                   | Coordonnées                        | Notice         | Protection | Date | Illustration                          |
| ------------------------------------- | ------------------------------------------------------------------------- | ---------------------------------- | -------------- | ---------- | ---- | ------------------------------------- |
| Cité-jardin des Rosiers               | 84 à 90 rue des Rosiers 19 à 29 rue des Lilas 1 à 18 rue de Saint-Contest | 49° 11′ 26″ nord, 0° 22′ 29″ ouest | « PA14000048 » | Inscrit    | 2007 | Cité-jardin des Rosiers               |
| Ancienne église Saint-Martin (ruines) | 42-44 rue Saint-Martin                                                    | 49° 11′ 00″ nord, 0° 22′ 19″ ouest | « PA00111135 » | Inscrit    | 1926 | Ancienne église Saint-Martin (ruines) |
| Ancienne église Saint-Nicolas         | Rue Saint-Nicolas                                                         | 49° 11′ 02″ nord, 0° 22′ 30″ ouest | « PA00111137 » | Classé     | 1913 | Ancienne église Saint-Nicolas         |
| Immeuble                              | 25 rue Saint-Martin                                                       | 49° 11′ 00″ nord, 0° 22′ 16″ ouest | « PA00111162 » | Inscrit    | 1948 | Immeuble                              |
| Maison                                | 64 rue de Bayeux                                                          | 49° 10′ 59″ nord, 0° 22′ 43″ ouest | « PA00111170 » | Inscrit    | 1927 | Maison                                |
| Maison                                | 10 rue Bicoquet                                                           | 49° 11′ 00″ nord, 0° 22′ 20″ ouest | « PA00111171 » | Inscrit    | 1929 | Maison                                |
| Maison                                | 92 rue Bicoquet                                                           | 49° 11′ 00″ nord, 0° 22′ 40″ ouest | « PA00111172 » | Inscrit    | 1929 | Maison                                |
| Maison                                | 2 place Fontette et 2 rue Guillaume-le-Conquérant                         | 49° 10′ 56″ nord, 0° 22′ 16″ ouest | « PA00111177 » | Inscrit    | 1928 | Maison                                |
| Maison                                | 3 place Fontette                                                          | 49° 10′ 54″ nord, 0° 22′ 14″ ouest | « PA00111178 » | Inscrit    | 1927 | Maison                                |
| Maison                                | 4 place Fontette et 1,3 rue Guillaume-le-Conquérant                       | 49° 10′ 55″ nord, 0° 22′ 16″ ouest | « PA00111179 » | Inscrit    | 1928 | Maison                                |
| Palais de justice                     | Place Fontette                                                            | 49° 10′ 57″ nord, 0° 22′ 14″ ouest | « PA00111190 » | Inscrit    | 1975 | Palais de justice                     |
| Pavillon de Beuvrelu                  | 3 rue Saint-Gabriel                                                       | 49° 11′ 06″ nord, 0° 22′ 28″ ouest | « PA00111191 » | Inscrit    | 1970 | Pavillon de Beuvrelu                  |
| Statue de Duguesclin                  | Place Saint-Martin                                                        | 49° 11′ 02″ nord, 0° 22′ 12″ ouest | « PA14000065 » | Inscrit    | 2006 | Statue de Duguesclin                  |
| Villa Baumier                         | 4 avenue de Bagatelle                                                     | 49° 11′ 08″ nord, 0° 22′ 07″ ouest | « PA14000082 » | Inscrit    | 2009 | Villa Baumier                         |